# Christophe Dupont
Christophe Dupont (Rocourt, 26 mei 1968 – Luik, 10 december 2010) was een Belgische atleet, die gespecialiseerd was in het kogelstoten en het discuswerpen. Hij veroverde één Belgische titel.

## Biografie
Dupont werd in 1992 Belgisch kampioen kogelstoten. Hij was aangesloten bij FC Luik.
In 2010 werd Christophe Dupont tijdens een caféruzie vermoord.

## Belgische kampioenschappen
Outdoor
| Onderdeel   | Jaar |
| ----------- | ---- |
| kogelstoten | 1992 |

## Persoonlijke records
Outdoor
| Onderdeel    | Prestatie | Datum           | Plaats             |
| ------------ | --------- | --------------- | ------------------ |
| kogelstoten  | 16,46 m   | 8 juni 1992     | Naimette-Xhovémont |
| discuswerpen | 52,94 m   | 19 oktober 1996 | Ciney              |

## Palmares

### kogelstoten
- 1992:  BK AC – 15,38 m
- 1993:  BK AC – 15,63 m
- 1994:  BK AC – 14,85 m
- 1996:  BK indoor AC – 15,26 m

### discuswerpen
- 1994:  BK AC – 49,86 m
- 1998:  BK AC – 49,48 m
- 2000:  BK AC – 44,46 m